# Серце допомоги
Тернопільський Місіонерський Інститут "Серце допомоги" (ТМІ) - це міжнародний місіонерський інститут, який знаходиться в Тернополі, Україна. Заснований в 2003 році групою однодумців, які хотіли допомогти членам євангельських церков, навчаючи, готуючи і споряджаючи їх для місіонерської роботи.

## Історія інституту
ТМІ був заснований в 2003 році, випускником американського відділу "YWAM" ( "Молодь з місією", англ. "Youth With A Mission"). Його початковою цілю було готувати місіонерів для служіння в мусульманських країнах.
Перший випуск інституту відбувся в 2005. Його студентами були 5 чоловік (3 хлопця і 2 дівчини). У наступних роках кількість учнів збільшувалася, але на один потік не набирали багато студентів, щоб можна було кожному надати максимально якісне навчання. Одна з цілей інституту - бачити індивідуальні сильні сторони і допомагати їх розвивати.
Після навчання студенти відправляються на практику в місіонерські поїздки. Спочатку це була тільки Україна. Першою із зарубіжних країн студенти відвідали Киргизстан. Згодом служіння вийшло на інші країни Азії і студенти вирушили в Таджикистан, Індію і Непал.
У липні 2008 року три випускниці ТМІ полетіли в Африку в Кітале (нетрі Шиммі-ла-Тево), де з нуля почали своє місіонерське служіння по допомозі нужденним дітям. Вони назвали свій рух Our Kids in Africa (ОкАфріка), а їх слоганом стало просте, але зворушливе: «Чужих дітей не буває». Після Кітале випускники ТМІ вирушили і в інші міста Кенії.

## Місце розташування інституту
Тернопільський Місіонерський Інститут «Серце допомоги», розташований у селі Острів, за 7 км від міста Тернопіль. Поряд з інститутом знаходиться гідрологічна пам'ятка природи місцевого значення «Острівське джерело». Також в декількох метрах від інституту простягається ліс.

## Місця місіонерської праці випускників
Випускники Тернопільського Місіонерського Інституту займаються місіонерською працею в 12 країнах, на трьох континентах (Европа, Азія та Африка).
Це країни Європи: Іспанія та Україна. Країни Азії: Узбекистан, Киргизія, Таджикистан, Туркменістан, Шрі Ланка, Індія, Непал, Йорданія. Та країни Африки: Кенія та Руанда

## Факти про інститут
• Найстаршому випускнику 75 років, а наймолодшому - 18.
• Найбільша кількість випускників було в 2011 і 2012рр. (По 22 особи).
• За час роботи інститут підготував і випустив 215 студентів.
• Близько 50 випускників стабільно перебувають в активній місіонерській діяльності.
• За сімнадцять років існування (2003-2020рр) було набрано та випущено 16 груп.
• У ТМІ навчаються студенти з таких країн, як: Україна, Росія, Молдова, Узбекистан, Туркменістан, Таджикистан, Киргизстан, Казахстан та США.

## Вісник інституту
Тернопільський Місіонерський Інститут «Серце допомоги» випускає вісник під назвою «Велике доручення». Перший випуск було надруковано у 2010 році, тоді вісник випускався чотири рази на рік. 
Протягом 10 років він видозмінювався та вдосконалювався. Станом на 2020 рік було випущено 33 номери вісника «Велике доручення».
У ньому пишуть свої історії місіонери з Африки, Азії та Європи, також присутні статі та інтерв’ю пасторів, євангелістів та вчителів богослов’я.